# Hurupkredsen
Hurupkredsen (indtil 1894: Vestervigkredsen) blev oprettet i 1848 og nedlagt i 1970. 
Kredsen var en opstillingskreds i Thisted Amtskreds i 1920-1970. I 1848-1918 var kredsen en valgkreds. I 1848-1894 var kredsen kendt som Vestervigkredsen, og valgene fandt sted i Vestervig. I 1895 skiftede kredsen navn til Hurupkredsen, og frem til 1915 blev valgene holdt ved Hurup Station. 
I 1971 blev området delt mellem nabokredsene.  

## Vestervigkredsens  medlem af Den grundlovgivende Forsamling
- 1848-1849: sognepræst F.C. von Haven, Hassing, (Højre)

## Vestervigkredsens folketingsmænd valgte 1849-1894
- 1849-1852: branddirektør C.A.H. Hansen, Thisted nationalliberal
- 1852-1853: møller Joh. Jensen, Gudnæs Mølle, Villerslev (bondeven)
- 1853-1858: exam.jur. A. Lychegaard, København (bondeven med hældning mod de konservative partier)
- 1858- 1866: proprietær Edvard Neergaard, Dovergaard (nationalliberal)

(Edvard Neergaard valgtes også til Rigsrådets Folketing ved begge valg, henholdsvis 5/3 1864 og 30/5 1865) 
- 1866-1873: løjtnant, cand.phil. I. Quistgaard Leth, Visby (konservativ med hældning mod Venstre, senere Højre med hældning mod Venstre)
- 1873- 1881:  overretssagfører senere højesteretssagfører. J.H. Bagger, København (Højre med hældning mod Venstre)
- 1881-1886: proprietær C.E. Carstensen, Vejlegaard, Vestervig (Højre)
- 1886-1903: entreprenør Niels Andersen,  Søholm, Gentofte (Højre) (formand for Dansk Arbejdsgiverforening)

## Hurupkredsens folketingsmænd valgte 1895-1918
- 1886-1903: entreprenør, etatsråd Niels Andersen,  Søholm, Gentofte (Højre) (formand for Dansk Arbejdsgiverforening)
- 1903-1906: godsejer Sophus Barner, Eskilstrup, Ringsted (Højre)
- 1906-1909: lærer, senere sygekasserevisor A. Kierkegaard, Agger, senere Strib (Venstrereformpartiet)
- 1909-1910:  gårdejer N.G. Frøkjær, Gårhus Mølle, Tåbel (Højre)
- 1910-1917: sygekasserevisor A. Kierkegaard, Strib (Venstre)
- 1918-1920: forhenværende lærer Jens Munk-Poulsen, Sdr. Vorupør (Venstre)

## Midt- og Sydthys fordeling mellem kredsene
Som udgangspunkt bestod Hurupkredsen af Sydthy. Imidlertid skete der flere gange ændringer i inddelingen af folketingskredse.
Nedenfor er angivet til hvilke kredse de forskellige dele af Midt- og Sydthy har hørt: 
- Den sydlige del af Hundborg Herred (Skjoldborg-Kallerup, Vang, Hundborg-Jannerup og Nørhaa) hørte til Thistedskredsen i 1848-1918 til Hurupkredsen i 1920-1970 og Thistedkredsen fra 1971.
- Den nordlige del af Hassing Herred (Snedsted, Sønderhaa-Hørsted, Harring-Stagstrup) hørte til Thistedkredsen i 1848-1918, til Hurupkredsen 1920-1970 og til Thistedkredsen fra 1971.
- Den sydlige del af Hassing Herred (Skyum-Hørdum, Hassing-Villerslev, Visby, Bedsted-Grurup, Hvidbjerg Vesten Å-Ørum-Lodbjerg) hørte til Vestervigkredsen 1848-1894, til Hurupkredsen 1895-1970 og til Thistedkredsen fra 1971
- Den nordlige del af Refs Herred (Vestervig-Agger , Hurup, Boddum-Ydby, Helligsø-Gettrup samt Heltborg Sogne) hørte til Vestervigkedsen 1848-1894, Hurupkredsen 1895-1970 og til Thistedkredsen fra 1971.
- Thyborøn hørte til Vestervigkedsen 1848-1894, til Hurupkredsen 1895-1970, til Ringkøbing-Lemvig Kredsen 1971-2006 og til Struerkredsen fra 2007.
- Thyholm (Hvidbjerg-Lyngs og Søndbjerg-Odby) hørte til Vestervigkredsen 1848-1894, Hurupkredsen 1895-1970, Holstebrokredsen 1971-2006 og til Struerkredsen fra 2007.
- Jegindø hørte til Nykøbing M Kredsen 1848-1906, Hurupkredsen 1907-1970, Holstebrokredsen 1971-2006 og til Struerkredsen fra 2007.